# ПЗМ-2

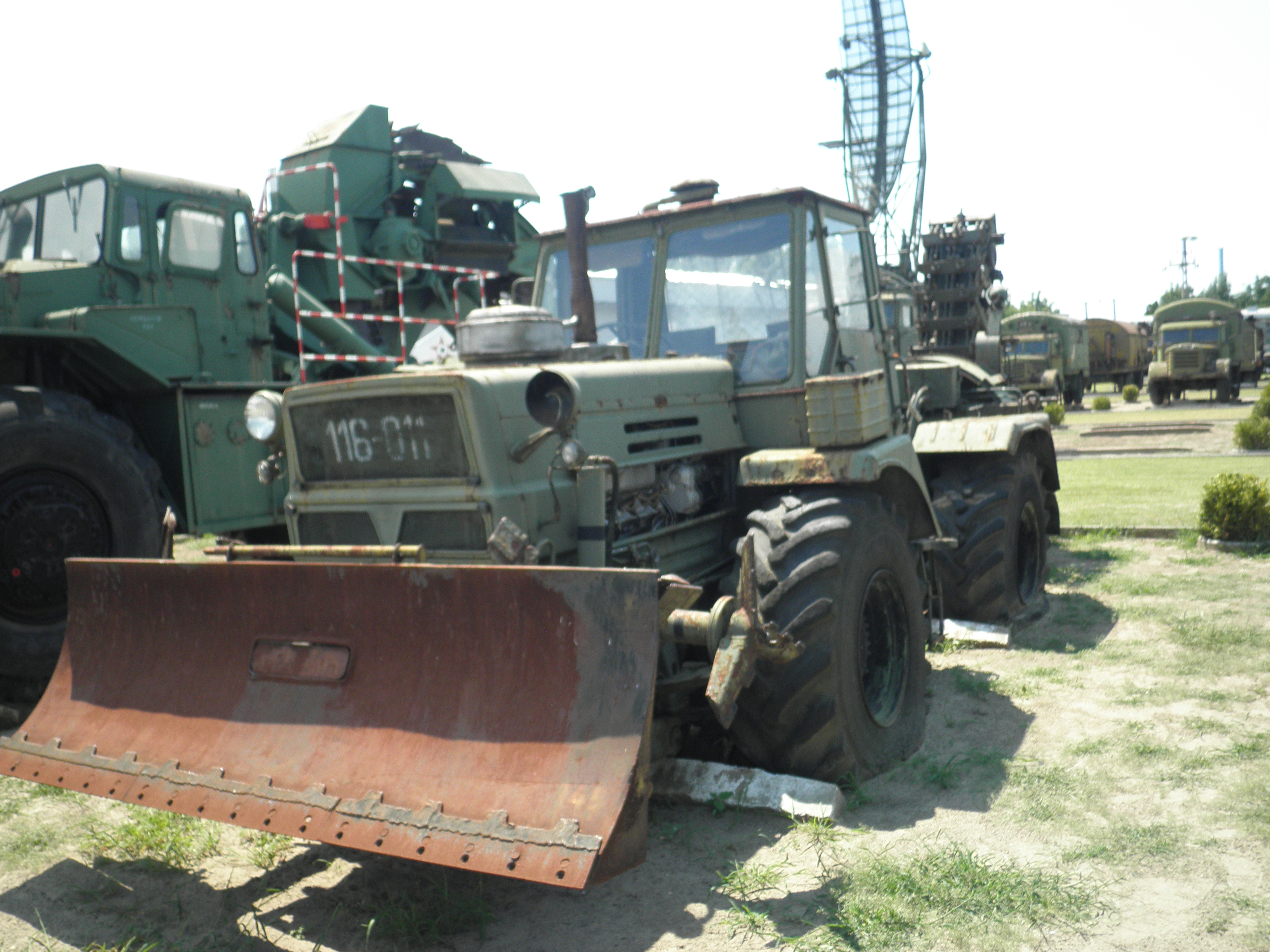
ПЗМ-2

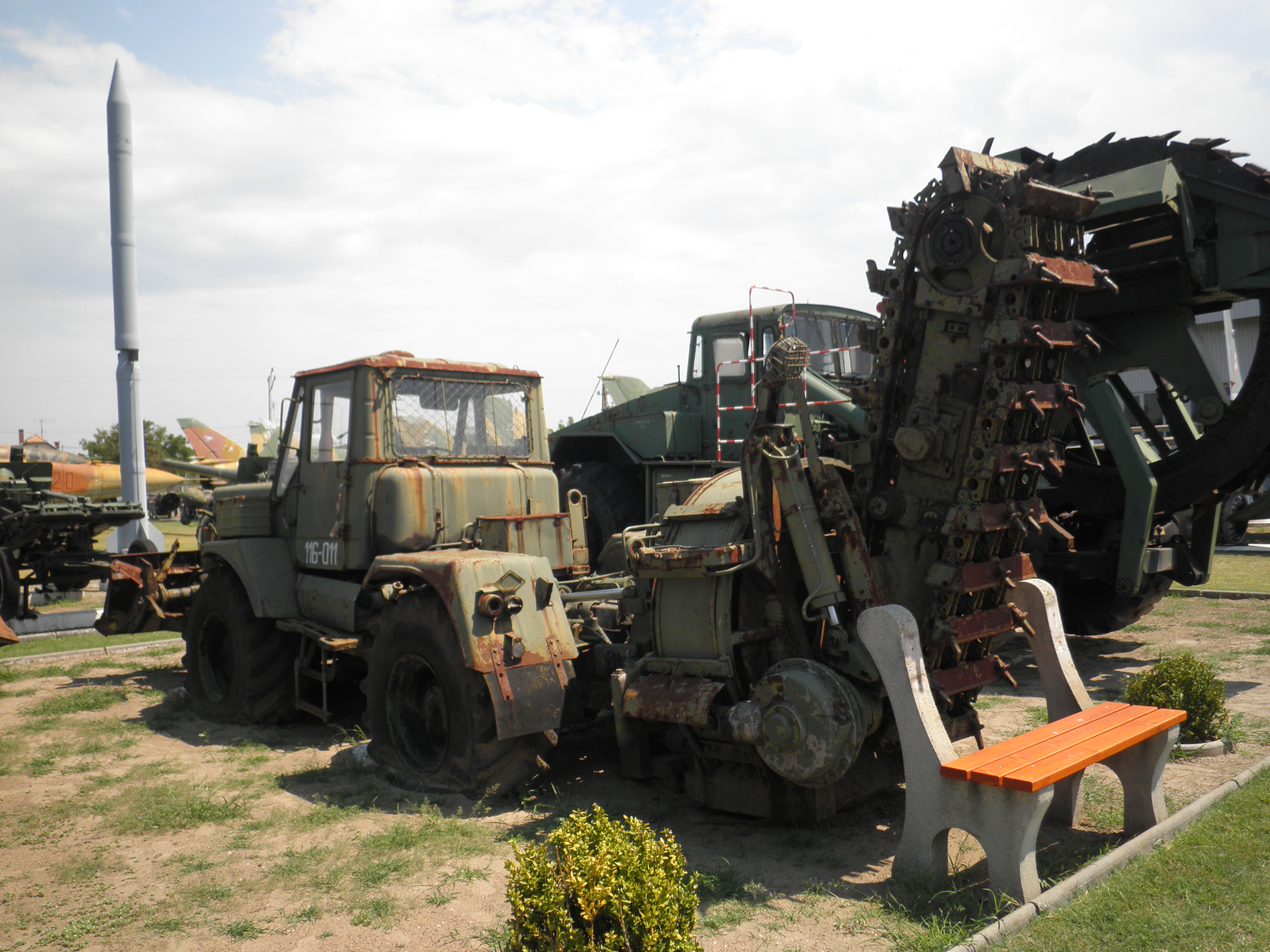
ПЗМ-2

ПЗМ-2 (Полковая Землеройная Машина — 2-я модель) — инженерная машина для отрывки траншей, небольших котлованов, прокладки канав, окопов, их засыпки и других земляных работ.

## История
Создана в СССР, в 1960-х годах, для инженерных войск ВС Союза ССР, но нашла широкое применение во многих гражданских отраслях. Машина смонтирована на базе лёгкого артиллерийского тягача Т-155, созданного на основе сельскохозяйственного колёсного трактора харьковского тракторного завода (ХТЗ) Т-150К. Рабочий агрегат ПЗМ-2 представляет баровый цепной орган. Кроме того, имеется вспомогательное бульдозерное оборудование и лебёдка. В мёрзлых грунтах машина обеспечивает отрывку только траншей.
В 2013 году на Украине была проведена модернизация одной землеройной машины ПЗМ-2, получившей модернизированную гидросистему.

## ТТХ
- Техническая производительность при отрывке котлованов, м3/ч — 140
  - В талых грунтах — 180
  - В мёрзлых грунтах — 35
- Максимальная транспортная скорость, км/ч — 45[1]
- Средняя транспортная скорость, км/ч — 20 — 25[1]
- Расчёт, человек — 2
- Время подготовки машины к работе, мин — 3 — 4
- Масса, т — 12,8
- Расход топлива, л:
  - На 100 км пути — 55
  - На 1 мото-час работы — 24
- Размеры отрываемого котлована, м:
  - Глубина — 3
  - Ширина по дну — 2 — 3,5
  - Ширина по верху — 2 — 3,5
- Размеры отрываемой траншеи, м:
  - Максимальная глубина — 1,2
  - Ширина по верху — 0,9
  - Ширина по дну — 0,6

## Варианты и модификации
- ПЗМ-2ВДВ (Полковая Землеройная Машина — 2-я модель, воздушно-десантных войск) — с возможностью десантирования, для отрывки траншей и котлованов, их засыпки, устройства спусков и других земляных работ;
- ПЗМ-2М — вариант модернизации, предложенный киевской компанией ООО НПК «Техимпекс»[4].

## Страны-эксплуатанты
- СССР — принята на вооружение в 1968 году.
- Беларусь[5]
- Молдова[6]
- Россия[7]
- Украина[8][9].